# 我老婆未結婚
《我老婆未結婚》（英語：L.A. lol）是一部2017年的香港電影，由陸天華執導，林熹瞳、艾威主演。

## 演員表
- 林熹瞳 飾 唐糖（領銜主演）
- 艾威 飾 小明大哥（領銜主演）
- 黃文慧（主演）
- 張文慈（主演）
- 周俊偉（主演）
- 張松枝（主演）
- 莊思明（友情客串）
- 謝芷倫（友情客串）
- 林聞恩（友情客串）
- 王茜（特別演出）
- 楊不悔（特別演出）

## 外部連結
- 豆瓣电影上《我老婆未結婚》的資料 （简体中文）